# Otmar von Verschuer
Otmar Reinhold Ralph Ernst Freiherr von Verschuer (Richelsdorfer Hütte, Hesse, 16 de julio de 1896; Münster, Westfalia, 8 de agosto de 1969) fue un médico, genetista humano, investigador racial, investigador de gemelos y eugenista alemán.
A partir de 1927, Otmar von Verschuer y sus alumnos fundaron metódica y sistemáticamente la expansión de la investigación sobre gemelos como método de la genética humana. Von Verschuer fue uno de los principales biólogos y eugenistas raciales durante la era nacionalsocialista, director del Kaiser-Wilhelm-Institut für Anthropologie, menschliche Erblehre und Eugenik (Instituto Kaiser Wilhelm de Antropología, Genética Humana y Eugenesia) desde 1927 y titular de la primera cátedra alemana de genética humana desde 1951. Fue editor de la revista Der Erbarzt. Uno de sus estudiantes de doctorado fue Josef Mengele.

## Biografía

### Padres, colegio, inicio de estudios
Otmar von Verschuer era hijo del empresario y comerciante minero Hans von Verschuer y su esposa Charlotte, nacida von Arnold. Después de 1873, Hans von Verschuer y un socio compraron la Richelsdorfer Hütte en Wildeck y la vendieron en 1913. Después de asistir a la escuela comunitaria de Wolfach hasta 1909 y a la escuela secundaria de Karlsruhe (hoy Helmholtz-Gymnasium Karlsruhe), obtuvo allí su abitur en 1914. Durante su época escolar desarrolló un interés por las “ciencias naturales exactas”. Se matriculó en derecho en la Universidad de Bonn durante el semestre de invierno de 1914/15. La membresía en Wandervogel, sus orígenes nobles y la lectura de los escritos de Arthur de Gobineau y Houston Stewart Chamberlain lo llevaron a plantearse preguntas sobre la herencia y la teoría racial.

### Primera Guerra Mundial
Verschuer se unió al Regimiento de Fusileros  en agosto de 1914 como cadete de bandera (Fahnenjunker), en el que su padre había sido oficial. Durante el transcurso de la guerra sirvió en los frentes occidental y oriental, fue herido tres veces y recibió la Cruz de Hierro de clase II y I, así como la Orden del León de Zähringer y la Medalla de herido en plata. Al final de la guerra, Verschuer era oberleutnant. Regresó con su familia en la Navidad de 1918.

### República de Weimar
Desde 1919, Verschuer estudió medicina en la Universidad de Marburgo. Fue incorporado al VDSt local. También se organizó en el Cuerpo de estudiantes de Marburg de Bogislav von Selchow (Studentenkorps Marburg, StuKoMa). Como mano derecha y primer ayudante de Selchow, Verschuer dirigió el batallón StuKoMa en Turingia en marzo de 1920 como parte del golpe de Estado de Kapp.
En Mechterstädt, la mañana del 25 de marzo de 1920, se identificaron quince personas de una lista de 40 sospechosos: incluidos cuatro concejales locales, que fueron seleccionados y arrestados por el cuerpo estudiantil. Fueron acusados de ser insurgentes “rojos” contra el orden estatal que fue restablecido gradualmente después del golpe de Kapp. Los 15 detenidos presuntamente recibieron disparos cuando intentaban escapar. Estos hechos pasaron a la historia como los asesinatos de Mechterstädt. Debido a la indignación pública en ese momento por los asesinatos, los estudiantes directamente involucrados en el crimen fueron acusados de asesinato y llevados ante tribunales militares. Dos procedimientos principales diferentes terminaron cada uno en una absolución.
En Marburgo, “el suelo bajo sus pies se calentó demasiado” para Verschuer,por lo que él y su amigo Karl Diehl se trasladaron a la Universidad de Hamburgo y de allí a Múnich, donde terminó sus estudios. Allí se convirtió en miembro de la Asociación de Estudiantes Alemanes de Múnich. En el semestre de invierno de 1921/1922 estuvo invitado en la Universidad de Friburgo, donde conoció a su futuro mentor , Eugen Fischer. Verschuer se doctoró en medicina en Múnich en 1923.
En 1923, Verschuer comenzó a investigar la biología hereditaria con gemelos en el policlínico médico de la Universidad de Tubinga como asistente de Wilhelm Weitz, quien lo introdujo en su especialidad, la investigación en biología genética. A principios de 1927 completó su habilitación en herencia en Tubinga con el texto Die vererbungsbiologische Zwillingsforschung (Investigación sobre herencia de gemelos biológicos) y trabajó allí como profesor asociado. A principios de octubre de 1927 fue al recién fundado Instituto Kaiser Wilhelm de Antropología, Herencia Humana y Eugenesia (KWI) en Berlín-Dahlem con Eugen Fischer como director, donde trabajó con Fischer como jefe del departamento de herencia humana. En 1929/30 dio más de 200 conferencias sobre higiene racial junto con los otros dos jefes de departamento de antropología del KWI: Fischer (antropología) y Hermann Muckermann (eugenesia).
En 1928, según sus propias declaraciones, a petición del Zeitschrift für Nationalwirtschaft (Revista de Economía Nacional), entre cuyos coeditores se encontraban Erich Jung, Friedrich Lent y Max Wundt, publicó un artículo sobre la relación entre política social e higiene racial, basado en ideas del ultraderechista austriaco Othmar Spann.

### La época del nacionalsocialismo.
Ya en 1931, Verschuer afirmó que "la importancia de la predisposición hereditaria para el surgimiento de la criminalidad [...] había sido demostrada irreprochablemente en gemelos criminales", citando estudios del psiquiatra Johannes Lange. A partir de 1931, junto con su amigo Diehl, aportó supuestas pruebas del carácter hereditario de la tuberculosis, que condujo a la esterilización de numerosas personas. En 1933, Verschuer se convirtió en profesor asociado a tiempo parcial de antropología, genética humana y eugenesia en la Universidad de Berlín. En junio de 1933 se nacionalizó la Sociedad Alemana de Higiene Racial, Verschuer y los demás miembros de la junta directiva del KWI en Berlín tuvieron que dimitir y fueron sustituidos por Ernst Rüdin como comisionado del Reich designado por Wilhelm Frick. En mayo de 1933 se fundó un “Consejo Asesor de Expertos en Población y Política Racial en el Ministerio del Interior del Reich”, cuya tarea era también redactar una ley de esterilización. Para la aplicación de la resultante ley sobre la prevención de la descendencia hereditaria del 14 de julio de 1933, además de Fischer y Fritz Lenz, también se pidió a Verschuer que aportara sus conocimientos. Los sociólogos del conocimiento Kurt Bayertz, Jürgen Kroll y Peter Weingart describen así la nueva situación: La toma del poder ofrecía la promesa de la profesionalización de la higiene racial al precio de la dependencia del control político, que no era un precio alto a pagar dada la afinidad ideológica. En agosto de 1933, von Verschuer fue uno de los oradores en los cursos de formación impartidos por Karl Astel en la Escuela Estatal de Liderazgo y Política en Egendorf, cerca de Blankenburg. En 1936 se convirtió en juez del Tribunal de Salud Hereditaria de Charlottenburg.
A partir de 1934, su revista Der Erbarzt apareció como suplemento del Deutsches Ärzteblatt (revista médica alemana) hasta 1939. En él se comunicaban los “resultados de la investigación genética” a la profesión médica alemana que ejercía libremente. En mayo de 1939, Verschuer anunció en la asamblea general de la Sociedad Kaiser Wilhelm en Breslau que “ha surgido un nuevo tipo de médico: el médico hereditario”.

#### Cátedra en Fráncfort (1935-1942)
En 1935, Verschuer se trasladó del KWI al recién fundado y dirigido Instituto Universitario de Biología Hereditaria e Higiene Racial en Fráncfort del Meno, lo que le impulsó a escribir el siguiente artículo en su revista Der Erbarzt, de la que era editor: Pagó homenaje al “führer del Reich alemán”, quien fue el primer estadista que hizo de “los hallazgos de la biología hereditaria y la higiene racial un principio rector del liderazgo estatal”. El departamento de “Genética humana” de Verschuer en el KWI se disolvió después de su partida, Fischer y Fritz Lenz se hicieron cargo de algunas partes y él fue nombrado miembro externo. Verschuer contribuyó a la Revista de herencia y constitución humana publicada por Günther Just y Karl Heinrich Bauer desde 1935 en adelante.
En 1936, Verschuer fue nombrado profesor de la Universidad de Fráncfort del Meno.
De 1936 a 1938, Gerhart Stein, un estudiante activo en las SA, fue uno de los estudiantes de doctorado de Verschuer. Hizo su doctorado sobre los gitanos, que estudió principalmente en el campo forzado para gitanos en Berlín-Marzahn.  Incluso ya antes de presentar su trabajo, Stein trabajó para el Centro de Investigación de Higiene Racial. Josef Mengele, que formaba parte del instituto de Verschuer desde enero de 1937, se doctoró en 1938 con Estudios relacionados sobre labio leporino y paladar hendido, intentando demostrar estadísticamente su heredabilidad.
Ya en 1936, Verschuer, como experto en biología, era miembro del consejo asesor del Departamento de Investigación de cuestiones Judías del Instituto del Reich para la Historia de la Nueva Alemania; desde 1938 fue miembro de su consejo asesor y preparó pruebas de paternidad. En 1937, en la segunda conferencia de trabajo del departamento de investigación del Instituto del Reich para la Historia de la Nueva Alemania, dijo “Rechazamos una influencia racial extranjera de los judíos […] de la misma manera que rechazamos la mezcla matrimonios con negros y gitanos, pero también con mongoles e isleños de los Mares del Sur”. Al igual que Fischer, a quien admiraba, trabajó como experto y asesor en los tribunales de esterilización y, como experto en la Oficina del Reich para la Investigación del Parentesco (llamada Reich Sippenamt desde 1940), decidió sobre la afiliación racial y las personas y, por tanto, sobre su forzosa esterilización.
En un discurso pronunciado en la Universidad de Fráncfort sobre La higiene racial como ciencia y tarea estatal el día del levantamiento nacional, dijo Verschuer el 30 de enero de 1936:

El Estado de Adolf Hitler, que por primera vez implementó efectivamente la herencia y la protección racial, es al mismo tiempo un Estado que tomó en sus propias manos la educación del pueblo como ningún otro Estado.

Como editor de la revista Der Erbarzt, escribió en el editorial de enero de 1940:

Los pueblos unidos que lideramos reconocen cada vez más que la cuestión judía es una cuestión racial y que, por tanto, debe encontrar una solución, como presentamos inicialmente para Alemania.

En 1940, Verschuer se unió al NSDAP y se convirtió en coeditor y coautor de la nueva edición en tres volúmenes del libro de texto Herencia humana e higiene racial, el llamado Baur/Fischer/Lenz, del que sólo se publicó el volumen I, segunda parte en 1940, Patología Hereditaria. En una guía, Verschuer opinaba que “las medidas penales anteriores [...] no habían logrado la erradicación de las tendencias criminales”. Por lo tanto, consideró necesarias “más medidas de higiene racial”. Como sucesor de Eugen Fischer, Verschuer fue director del Instituto Kaiser Wilhelm de Antropología, Herencia Humana y Eugenesia de octubre de 1942 a 1948, y también especialista en biología en el Departamento de Investigación de la Cuestión Judía de la Amt Rosenberg. Verschuer abogó por un “fichero de aquellos que no son aptos para la comunidad […] para poder combatir la asocialidad con todos los medios disponibles”. En 1941 fue invitado a la inauguración del Instituto de Investigación sobre la Cuestión Judía de Alfred Rosenberg, que fue el primer establecimiento de una escuela secundaria planificada del NSDAP en Fráncfort del Meno. A finales de 1942, Verschuer fue nombrado miembro del consejo asesor de la recién fundada Sociedad de Investigación Constitucional. En 1943, Verschuer se convirtió en profesor honorario en Berlín, donde en 1944 fue aceptado en el consejo asesor científico del Comisario General de Sanidad y Atención Sanitaria Karl Brandt.
En septiembre de 1939, cuatro de los seis asistentes de Verschuer en Fráncfort (Heinrich Schade, Hans Grebe, Kahler y Fromme) fueron llamados a filas, y Mengele se convirtió en SS-Unterscharführer en la sede de inmigración en Lodz en agosto de 1940. Sólo quedó su asistente Eleonore Liebenam. Grebe completó su habilitación con von Verschuer en junio de 1942.

#### Director de KWI como sucesor de Fischer  (desde 1942)

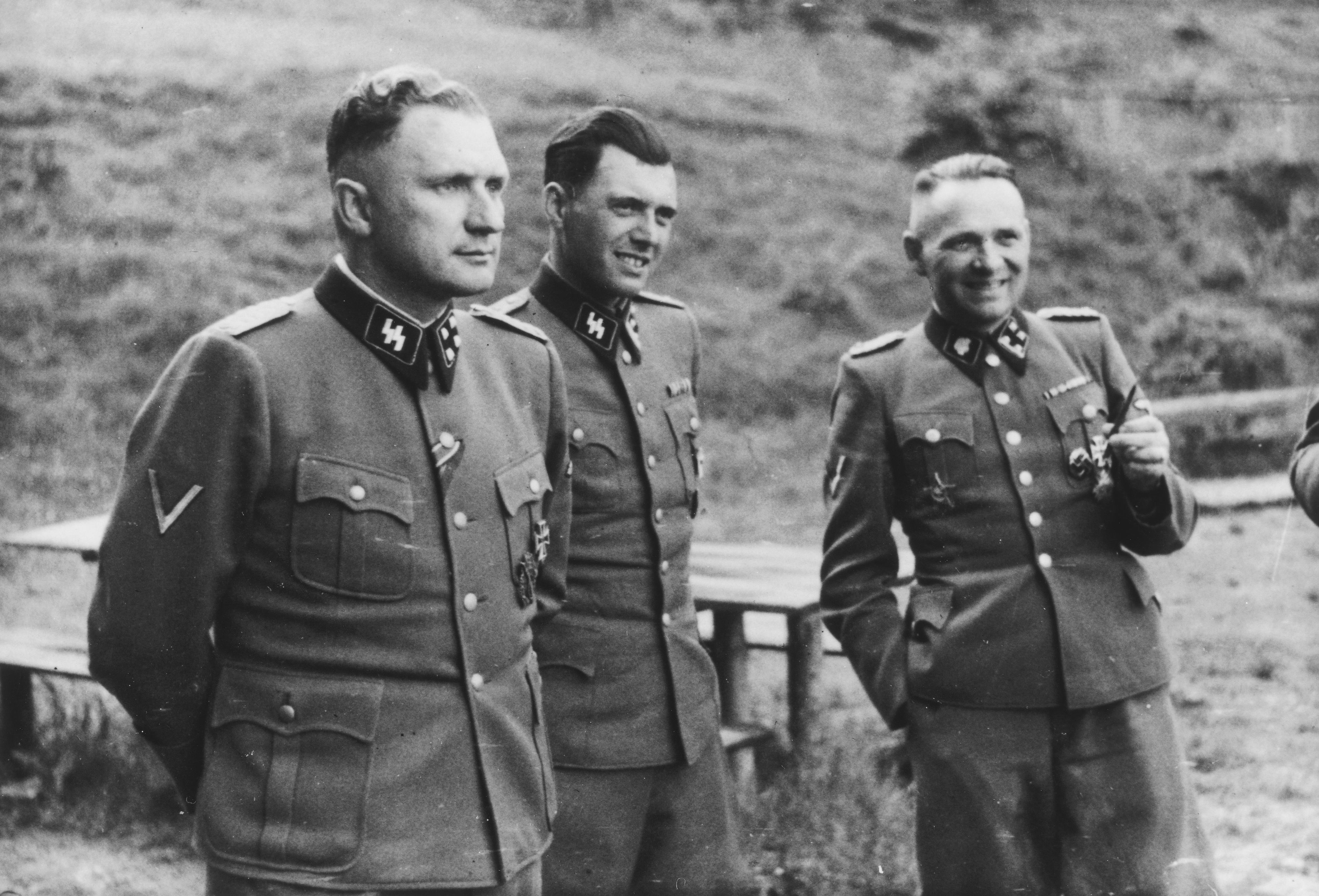
Richard Baer, Josef Mengele and Rudolf Höss en Auschwitz, 1944. Álbum Höcker

Con fondos de la DFG, Verschuer, el alumno favorito de Fischer, continuó el 1 de octubre de 1942 en Berlín los proyectos de investigación que había iniciado en Fráncfort. Aprovechó la reputación del KWI y el apoyo del líder sanitario del Reich, Leonardo Conti, y del médico personal de Hitler, Karl Brandt.

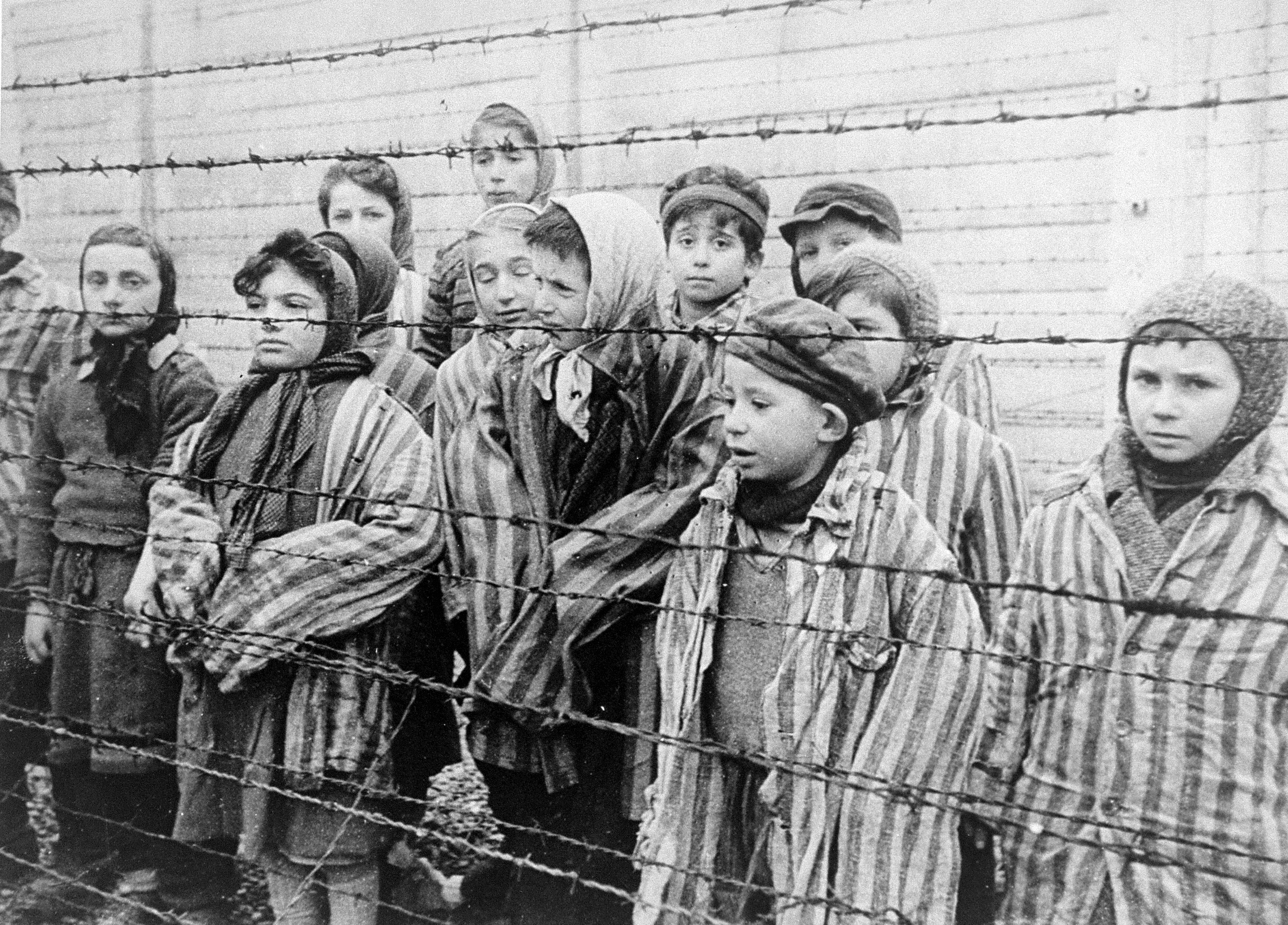
Gemelos judíos mantenidos vivos en Auschwitz para usarlos en los experimentos médicos de Mengele. El Ejército Rojo liberó a estos niños en enero de 1945.

Durante su estancia en Berlín, Verschuer aprovechó directa o indirectamente a través de empleados y ex empleados del instituto las oportunidades que le ofrecía el campo de concentración de Auschwitz para la investigación médica y genética. En su estudio Cuerpos proteicos específicos se investigó la reacción de la sangre ante las enfermedades infecciosas. Para ello, Mengele infectó con patógenos a personas de “diferentes orígenes geográficos” en el campo de concentración de Auschwitz-Birkenau y envió las muestras a Verschuer en Berlín. Esta investigación fue financiada por la Sociedad Alemana de Investigación, a la que Verschuer informó abiertamente sobre el lugar de la investigación, el campo de concentración de Auschwitz. Escribió en 1944: “Como empleado de esta rama de la investigación, ha ingresado mi asistente el Dr. med. y Dr. phil. Josef Mengele. Está destinado como hauptsturmführer y médico de campo en el campo de concentración de Auschwitz. Con el permiso del Reichsführer SS se realizarán estudios antropológicos sobre los más diversos grupos raciales en este campo de concentración”.
La asistente de investigación de Verschuer, Karin Magnussen, también colaboró con Mengele. Para su investigación sobre la heterocromía del iris, que también fue financiada por la Sociedad Kaiser Wilhelm (KWG), recibió de Mengele los ojos de prisioneros asesinados en Auschwitz. En enero de 1945, Verschuer fue elegido presidente de la Sociedad de Antropología, Etnología y Prehistoria de Berlín, pero ya no pudo asumir el cargo.
En febrero de 1945, el KWI y sus materiales, como el equipamiento de Magnussen y los preparados oculares, fueron trasladados a Alemania Occidental, primero a Solz, cerca de Bebra, en Hesse, y más tarde a Fráncfort del Meno. Von Verschuer había abandonado Berlín el 15 de febrero de 1945 y se había trasladado a Solz, Magnussen abandonó el Berlín destruido en abril y Verschuer la despidió el 20 de septiembre y recibió la caja de ojos del inventario de Verschuer antes de convertirse en empleada en noviembre de 1948 del Instituto de Investigaciones sobre Tuberculosis en Borstel.

### Período de posguerra y rehabilitación.
En noviembre de 1946, von Verschuer fue clasificado como “seguidor” (Mitläufer) por un tribunal de Fráncfort del Meno en el marco del proceso de desnazificación y fue multado con 600 RM. Robert Havemann, director en funciones de la Sociedad Kaiser Wilhelm, protestó contra este proceso porque veía a von Verschuer no como un seguidor sino como uno de los "activistas nazis más peligrosos del Tercer Reich". Von Verschuer estuvo inmediatamente de acuerdo con la clasificación.
En una declaración jurada a Otto Hahn, el presidente del KWG reconocido por el gobierno militar británico, Verschuer escribió sobre Josef Mengele el 10 de mayo de 1946:

A un asistente en mi antiguo instituto de Frankfurt, al Dr. M. ... se le ordenó trabajar como médico en el hospital del campo de concentración de Auschwitz en contra de su voluntad; todos los que lo conocían se enteraron de lo descontento que estaba por esto y de cómo hizo incansables intentos de llevar al frente un comando de reemplazo, lamentablemente en vano. Lo único que sabemos de su trabajo es que intentó ser médico y ayudante de los enfermos.

Para su rehabilitación, encontró importante ayuda en la iglesia protestante, que concluyó en 1951 con su cátedra en Münster. En 1935 se había unido a la parroquia de Fráncfort del párroco Otto Fricke (1902-1954), que ya había pertenecido en 1934 a la Iglesia Confesante, un movimiento cristiano de oposición en la época del nacionalsocialismo. Fricke se convirtió en jefe de la Organización Evangélica de Ayuda en Hesse-Nassau y, junto con Karl Diehl, estableció contacto con Eugen Gerstenmaier, el jefe de la Organización Evangélica de Ayuda en Alemania, en abril de 1947. Sin embargo, Gerstenmaier sólo pudo ayudar a Diehl a conseguir un puesto. En 1948 se convirtió en médico jefe del centro de investigación y tratamiento de la tuberculosis Paulinenberg, más tarde el hospital Otto Fricke en Bad Schwalbach im Taunus. En una reunión de una comisión del Comité de Salud del Consejo Estatal de la Zona Occidental, que decidió elaborar nuevas directrices para la esterilización, Verschuer, como asesor designado por Hesse, presentó un proyecto de ley que permitía la esterilización de pacientes hereditarios a petición de su tutor. Después de las protestas, Verschuer fue reemplazado por Werner Villinger. En septiembre de 1949, Adolf Butenandt y otros profesores escribieron un “memorial sobre el Prof. Dr. med. Otmar P. v. Verschuer. Constituyó la base para la rehabilitación de Verschuer y su nombramiento en Münster.  Benno Müller-Hill considera probable la participación de Butenandt en la relación Verschuer-Mengele.
Von Verschuer fue uno de los fundadores de la Akademie der Wissenschaften und der Literatur en 1949. Desde el 1 de abril de 1951 fue profesor de genética humana y primer catedrático del recién fundado Instituto de Genética Humana de la Universidad de Münster, financiado en parte por Bonn, y en ocasiones también decano de la Facultad de Medicina. El primer asistente fue el último estudiante de doctorado de Eugen Fischer, Kurt Gerhardt (exmiembro de las SA y del NSDAP), y el segundo fue Bernhard Duis (desde 1942, director en funciones del Instituto de Biología Racial de Königsberg). Heinrich Schade se incorporó como profesor de nutrición en 1952 y Gerhard Koch, que ya había trabajado para von Verschuer en el verano de 1943, como profesor privado en 1954. En 1965 von Verschuer emeritó. Ese mismo año escribió: “Me separaba de la ideología nacionalsocialista –incluso como miembro de la iglesia profesante– una gran brecha”. Su sucesor fue un hijo del eugenista Fritz Lenz: Widukind Lenz.
Además de su actividad docente, Verschuer fue presidente de la Sociedad Alemana de Antropología desde 1952.
En 1961 estuvo entre los fundadores de The Mankind Quarterly de la Asociación Internacional para el Avance de la Etnología y la Eugenesia, Edimburgo. Ese mismo año, él (al igual que otros ex biólogos raciales) participó en la séptima Conferencia de la Sociedad Alemana de Antropología en Tubinga.
Verschuer murió en 1969 como consecuencia de un accidente automovilístico.
Un hijo de Verschuer es el funcionario europeo Helmut von Verschuer.

## Actividades
Verschuer se ocupó de las leyes biológicas de la herencia, particularmente de la herencia de enfermedades y anomalías en los seres humanos, especialmente en la investigación de gemelos, familias y clanes. Mostró un interés particular por las esterilizaciones. Escribió (1937) “Ciertamente no es una desgracia si se esteriliza incluso un caso no hereditario de imbecilidad”. Calificó el peligro del procedimiento como extremadamente bajo; en 1941 afirmó una tasa de mortalidad de 1,1 para los hombres y 4,1 por mil para las mujeres.
Verschuer era “miembro científico” de la Sociedad Kaiser Wilhelm y director del Instituto Kaiser Wilhelm de Antropología, Herencia Humana y Eugenesia en Berlín-Dahlem. La Sociedad Max Planck, sucesora de facto de la Sociedad Kaiser Wilhelm, ha estado asumiendo su pasado desde 1997 en respuesta a la presión pública internacional. El entonces presidente de la Sociedad Max Planck, Hubert Markl, pidió perdón en un discurso en 2001 a las víctimas de los crímenes cometidos bajo el nacionalsocialismo en el marco de la investigación del KWG.
Testigo y víctima de la "investigación de los gemelos" fue, por ejemplo, la superviviente Eva Moses Kor, que dirigió el Museo y Centro Educativo del Holocausto CANDLES en Terre Haute, Indiana (EE. UU.), en memoria de los gemelos torturados y asesinados en Auschwitz. 
En 1958, Verschuer todavía podía difundir sin obstáculos ideas de biología racial en una “investigación sobre el problema de los vagabundos” realizada por su colega Hermann Arnold: “El deambular con el clan” y la “inestabilidad” impedían al grupo de personas examinadas “trabajar regularmente”, lo que era un “rasgo mental heredado”.
Sus últimas publicaciones fueron el ensayo El antiguo Instituto Kaiser Wilhelm de Antropología, Genética Humana y Eugenesia. Informe sobre investigaciones científicas 1927-1945 y el libro de 1966 Eugenesia. Las generaciones futuras en la perspectiva de la genética en la editorial eclesiástica Luterana de Witten (Ruhr), cuyo programa por lo demás incluía exclusivamente escritos teológicos.

## Membresías y honores
- Miembro de la Organización Nacionalsocialista de Bienestar del Pueblo (NSV)
- Miembro de la Asociación Nacionalsocialista de Viejos Caballeros
- Miembro de la red de víctimas del NSDAP
- Miembro de la Asociación Médica Nacionalsocialista Alemana[58]
- 1934: Miembro de la Academia Alemana de Científicos Naturales Leopoldina, Halle
- 1940: Miembro del NSDAP
- 1940: Miembro de la Sociedad Estadounidense de Eugenesia, Nueva York
- 1943: Miembro de la Academia de Ciencias de Prusia
- 1949: Miembro de la Academia de Ciencias y Letras de Maguncia
- 1949: Miembro correspondiente de la Sociedad Estadounidense de Genética Humana
- 1953: Miembro honorario de la Sociedad Italiana de Genética, Roma
- 1953: Miembro del Consejo Asesor Científico para Estudios de Población
- 1955: Miembro honorario de la Sociedad Antropológica de Viena
- 1956: Miembro honorario de la Sociedad Japonesa de Genética Humana
- 1959: Miembro correspondiente de la Academia de Ciencias de Austria, Viena

## Publicaciones (selección)
Verschuer escribió 290 publicaciones y fue editor de revistas científicas.
- Con Karl Diehl: Zwillingstuberkulose, Zwillingsforschung und erbliche Tuberkulosedisposition. Jena 1933.
- Der Erbarzt Zeitschrift.  Este artículo incorpora texto de una publicación ahora en dominio público: Dictionary of National Biography (en inglés). Londres: Smith, Elder & Co. 1885–1900. OCLC 2763972.  editor por encargo del Deutscher Ärztevereinsbund und Verband der Ärzte Deutschlands Nr. 1, 1934 bis Nr. 12, 1944. Como suplemento al Deutsches Ärzteblatt en la edición de 1/1934 – 6/1939
  - Sonderdruck aus Der Erbarzt. Johannes Seidl, Zur Erbbiologie und Klinik der tuberösen Sklerose. Thieme, Leipzig 1940.
- Aufgaben und Ziele des Instituts für Erbbiologie und Rassenhygiene zu Fráncfort del Meno En: Der Erbarzt. Nr. 7, 1935.
- Erbbiologische Erkenntnisse zur Begründung der deutschen Bevölkerungs- und Rassenpolitik. En: Eugen Gerstenmaier (editor): Kirche, Volk und Staat. Stimmen aus der Deutschen Evangelischen Kirche zur Oxforder Weltkirchenkonferenz. Furche-Verlag, Berlín 1937, p. 63–75.
- Infektionskrankheiten. En: Erwin Baur, Eugen Fischer, Fritz Lenz (editor): Erbpathologie. Volumen, segunda mitad. Quinta edición, completamente revisada y ampliada.. Múnich/Berlín 1940, p. 331.
- Eine Kartei der Gemeinschaftsunfähigen. En: Der Erbarzt. Volumen 8, 1940, p. 235.
- Leitfaden der Rassenhygiene. Georg Thieme Verlag, Leipzig 1941.
- Professor Ludwig Schmidt-Kehl gefallen. En: Der Erbarzt. Volumen 9, 1941, p. 284.
- Der Erbarzt an der Jahreswende. En: Der Erbarzt. Nr. 10, 1942.
- Rassenbiologie der Juden. En: Forschungen zur Judenfrage. Volumen 3. 2. edición. Hanseatische Verlagsanstalt, Hamburgo 1943, p. 139–154.
- Eugen Fischer. Der Altmeister der Anthropologie, der Pionier der Humangenetik, der Begründer der Anthropobiologie. En: Hans Schwerte, Wilhelm Spengler (editor): Forscher und Wissenschaftler im heutigen Europa. Erforscher des Lebens: Mediziner, Biologen, Anthropologen (= Gestalter unserer Zeit. Volumen 4). Stalling, Oldenburgo 1955, p. 317–324.
- Erbpathologie. Ein Lehrbuch für Ärzte und Medizinstudierende (= Medizinische Praxis. Volumen 18). segunda edición. Theodor Steinkopff, Dresde 1937 (primeramente 1934). Capítulo 1: Der Erbarzt im völkischen Staat.

## Películas
- Gerolf Karwath: Las élites de Hitler después de 1945 (Hitlers Eliten nach 1945). Parte 1: Médicos – medicina sin conciencia (Ärzte – Medizin ohne Gewissen). Director: Holger Hillesheim. Südwestrundfunk (SWR, 2002).